# Anna Erschler
Anna Gennadjewna Erschler, geborene Djubina, russisch Анна Геннадьевна Эршлер (* 14. Februar 1977), ist eine russische, in Frankreich wirkende Mathematikerin. Sie befasst sich mit geometrischer Gruppentheorie und Wahrscheinlichkeitstheorie, speziell Irrfahrten auf Gruppen.

## Leben
Erschler studierte ab 1994 Mathematik an der Universität Sankt Petersburg mit dem Diplom 1999 und danach bis 2000 an der Universität Tel Aviv. Sie wurde 2001 bei Anatoli Werschik an der Staatlichen Universität in Sankt Petersburg promoviert (Geometrische und wahrscheinlichkeitstheoretische Eigenschaften von Kranzprodukten). Sie war 2001/02 als Post-Doktorandin am Steklow-Institut in Sankt Petersburg und 2002/03 am IHES bei Paris und IRMAR in Rennes. Sie forscht seit 2003 für das CNRS zunächst als Chargé de Recherche an der Universität Lille und ab 2006 an der Universität Paris XI in Orsay, ab 2013 als Forschungsdirektorin des CNRS. Seit 2014 ist sie in gleicher Funktion an der École normale supérieure (DMA, Département de mathématiques et applications).
2002 erhielt sie den Preis der Sankt Petersburger Mathematischen Gesellschaft und 2001 den Moebius-Preis der Unabhängigen Universität Moskau. 2010 hatte sie die Emmy-Noether-Professur in Göttingen (Vorlesung: Random Walks and Poisson-Furstenberg boundaries). Im selben Jahr war sie eingeladene Rednerin auf dem Internationalen Mathematikerkongress in Hyderabad (Poisson-Furstenberg boundaries, large-scale geometry and growth of groups). 2015 erhielt sie den Prix Élie Cartan.
Sie ist im Herausgebergremium von Groups, Geometry and Dynamics.

## Schriften
- Boundary behaviour for groups of subexponential growth, Annals of Mathematics, Band 160, 2004, S. 1183–1210
- On drift and entropy growth for random walks on groups, Annals of Probability, Band 31, 2003, 1193–1204
- On the geometry of infinite cyclic subgroups, Israel J. of Math., Band 132, 2002, 373–380 (veröffentlicht als Anna Erschler-Dyubina)